# 卡莫爾山
47°17′23″N 9°29′12″E / 47.28972°N 9.48667°E

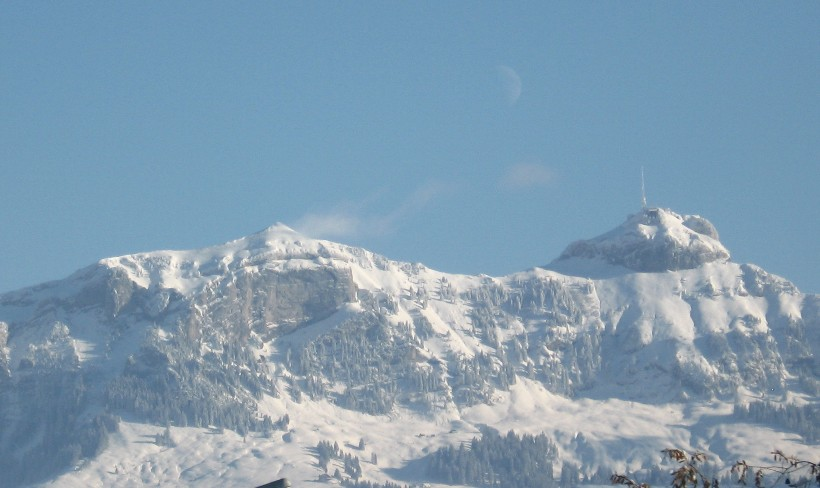

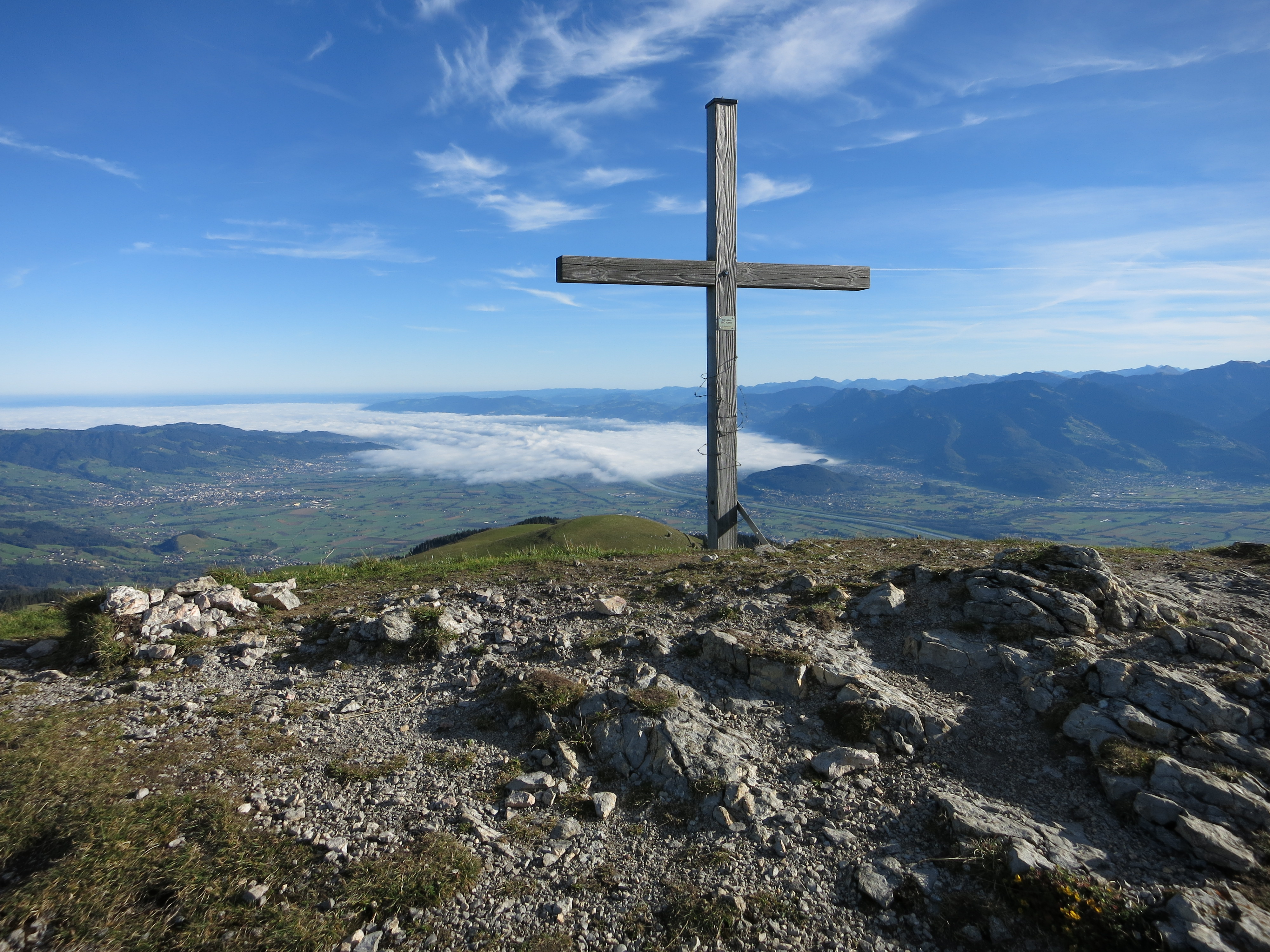

卡莫爾山（Kamor），是瑞士的山峰，位於該國東北部，由內阿彭策爾州負責管轄，屬於阿彭策爾阿爾卑斯山脈的一部分，該山峰海拔高度1,751米。

## 外部連結
- Interactive panoramic view （页面存档备份，存于）